# Condylostylus confluens
Condylostylus confluens är en tvåvingeart som beskrevs av Becker 1922. Condylostylus confluens ingår i släktet Condylostylus och familjen styltflugor. Inga underarter finns listade i Catalogue of Life.